# Гергісвіль-бай-Віллізау
Гергісвіль-бай-Віллізау (нім. Hergiswil bei Willisau) — громада  в Швейцарії в кантоні Люцерн, виборчий округ Віллізау.

## Географія
Громада розташована на відстані близько 45 км на схід від Берна, 27 км на захід від Люцерна.
Гергісвіль-бай-Віллізау має площу 31,3 км², з яких на 4,6% дозволяється будівництво (житлове та будівництво доріг), 58,2% використовуються в сільськогосподарських цілях, 36,4% зайнято лісами, 0,8% не є продуктивними (річки, льодовики або гори).

## Демографія
2019 року в громаді мешкало 1905 осіб (+4,7% порівняно з 2010 роком), іноземців було 7,1%. Густота населення становила 61 осіб/км².
За віковим діапазоном населення розподілялося таким чином: 24,2% — особи молодші 20 років, 58,3% — особи у віці 20—64 років, 17,5% — особи у віці 65 років та старші. Було 711 помешкань (у середньому 2,6 особи в помешканні).
Із загальної кількості 904 працюючих 379 було зайнятих в первинному секторі, 172 — в обробній промисловості, 353 — в галузі послуг.